# Radweg Berlin–Leipzig
Die unter dem offiziellen Namen Radweg Berlin–Leipzig (kurz: RBL) bekannte Radroute kann in fünf Abschnitten erradelt werden, die von Berlin über Zossen, Jüterbog, Lutherstadt Wittenberg und Bad Düben nach Leipzig führen. Sie wird vom TourismusRegion Anhalt-Dessau-Wittenberg e. V. vermarktet und ist auch in umgekehrter Richtung, von Leipzig nach Berlin, ausgewiesen.

## Übersicht der Orte auf der Strecke
Start: Brandenburger Tor, Berlin
Etappe 1 (62 km):
Berlin, Blankenfelde-Mahlow, Dahlewitz, Rangsdorf, Groß Machnow, Zossen
Etappe 2 (51,3 km):
Zossen, Mellensee, Sperenberg, Kummersdorf-Gut, Flaeming-Skate, Luckenwalde, Kloster Zinna, Jüterbog
Etappe 3 (51,3 km)
Jüterbog, Niedergörsdorf, Altes Lager, Dennewitz, Gölsdorf, Seehausen, Naturpark Fläming, Naundorf, Zahna, Schloss Kropstädt, Lutherstadt Wittenberg
Etappe 4 (45 km)
Lutherstadt Wittenberg, Kemberg, Bergwitz, Dübener Heide, Bad Schmiedeberg, Bad Düben
Etappe 5 (39,6 km)
Bad Düben, Mühlenregion Nordsachsen, Wölkau, Krostitz, Plaußig, Leipzig
Ende: Leipzig Hauptbahnhof, Leipzig
Die hier vorgestellten Etappen stellen lediglich ein Vorschlag dar. Selbstverständlich kann an jedem Ort in die Tour eingestiegen werden. Sie durchquert die Bundesländer Berlin, Brandenburg, Sachsen-Anhalt sowie Sachsen.

## Verlauf

### Berlin – Zossen

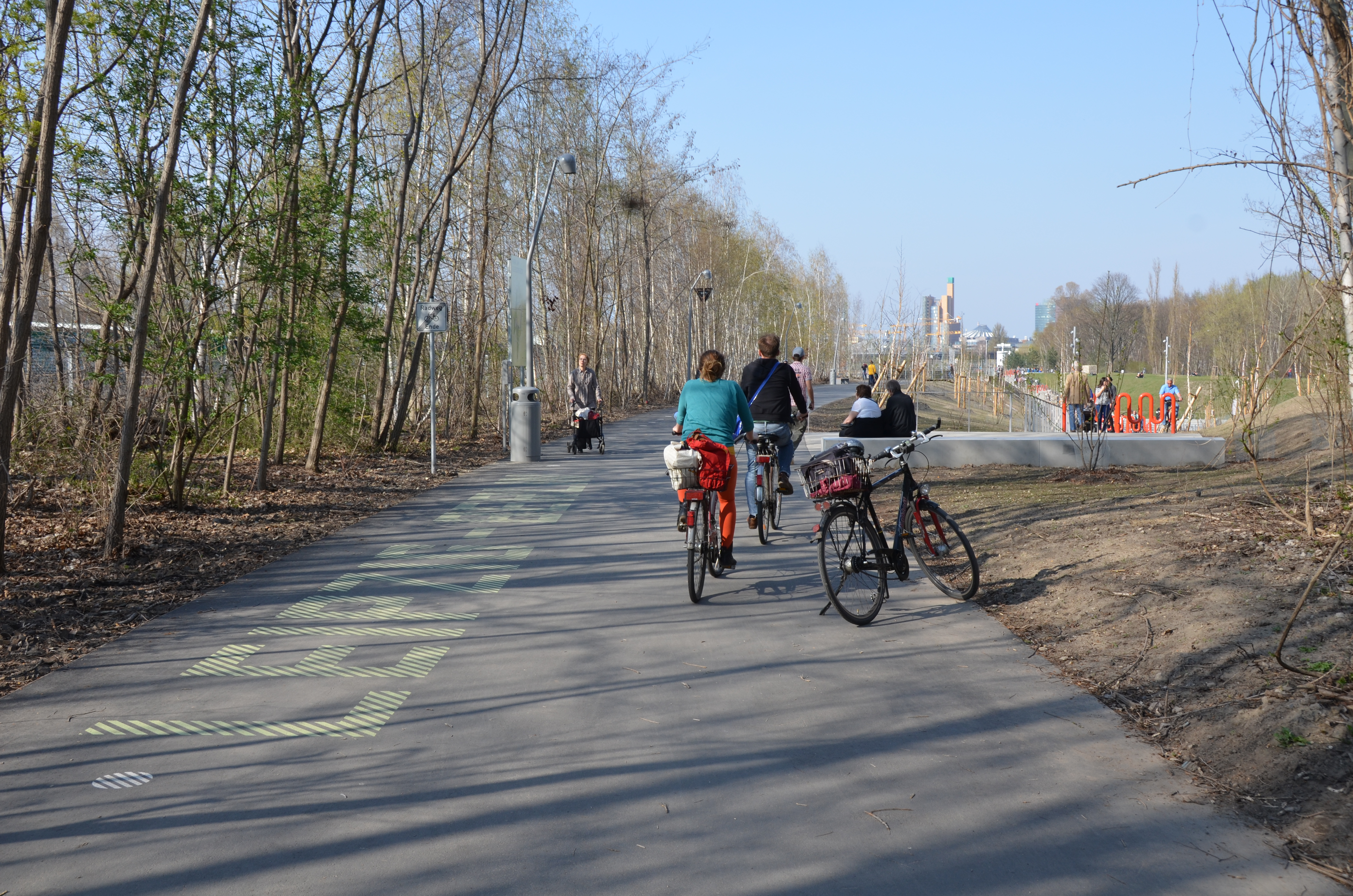
Radweg Berlin–Leipzig südlich des Potsdamer Platzes in Berlin, mit großflächiger inoffizieller Markierung am Boden.

Der Radweg beginnt am Brandenburger Tor in Berlin. Von hier aus verläuft er Richtung Süden parallel zur Nord-Süd-Fernbahn durch den Park am Gleisdreieck und Hans-Baluschek-Park und am Natur-Park Schöneberger Südgelände bis zur Stadtgrenze bei Lichtenrade. Dies entspricht teilweise dem geplanten Berliner Radschnellweg Teltowkanal-Route (RSV 6), teilweise dem Berliner Mauerweg.
Ab Blankenfelde-Mahlow verläuft der Radweg über straßenbegleitenden Radwegen und ruhigen Gemeindestraßen zum Rangsdorfer See (Wassersportrevier). Über Groß Machnow, das in einer moosreichen und feuchten Umgebung liegt, gelangt man schließlich nach Zossen, das bereits zur Bronzezeit besiedelt war und heute viele Freizeitmöglichkeiten bietet.

### Zossen – Jüterbog
Ab Zossen verläuft der Radweg Richtung Südwesten zum Mellensee. Weiter führt der Weg in die Ortschaft Sperenberg mit ca. 1600 Einwohnern, die besonders durch den Abbau von Gips in der Vergangenheit großen Aufschwung erhielt. Außerdem ist der Flughafen Sperenberg, der mit vorher angemeldeten Führungen besichtigt werden kann, nicht weit vom Fahrradweg entfernt. Über Kummersdorf-Gut, in dem sich das Museum Kummersdorf befindet, führt der Weg auf die Flaeming-Skate, mit der sich weitere viele Möglichkeiten zur Ausdehnung von Radtouren bietet, da diese insgesamt 220 km lang ist. Von hier aus ist ein Abstecher nach Luckenwalde möglich, der Kreisstadt des Landkreises Teltow-Fläming. Weiter verläuft der Radfernweg über das Kloster Zinna nach Jüterbog, dessen Altstadt sehenswürdig ist.

### Jüterbog – Lutherstadt Wittenberg
Über den Zubringer S9 verlässt man den Flaeming-Skate bei Jüterbog, um über Dennewitz, Seehausen bei Blönsdorf, Naundorf bei Seyda und Ottmannsdorf nach Zahna zu gelangen.
Im Ortsteil Zahna der Stadt Zahna-Elster angekommen, folgt die Route der Jüterboger Straße. Alternativ führt hier mit der Elsterstraße ein Abstecher bis zur Feldsteinkirche des Ortsteils Rahnsdorf nach Norden. Ihre Grundzüge entstanden im 13. Jahrhundert. Vor den Kirchenmauern befindet sich in der Mitte des Dorfes eine Schautafel Radweg Berlin Leipzig mit Informationen zur Geschichte Rahnsdorfs, zu Unterkünften für Radler und lokalem Gewerbe. Markiert ist der Abstecher nur in umgekehrter Richtung, zum Radweg. Zurück in Zahna finden sich ähnliche Tafeln nahe dem Bauernmuseum, der Marienkirche im Ortskern und etwas abseits am Bahnhof.
Südwestlich Zahnas folgen die Dörfer Bülzig und Zörnigall, bevor auf etwa halber Gesamtstrecke die Lutherstadt Wittenberg erreicht wird, die drittgrößte Stadt der Radroute.

### Lutherstadt Wittenberg – Bad Düben
Hinter der Lutherstadt Wittenberg überquert der Radweg die Elbe und kreuzt hier den bekannten Elberadweg. Zudem ist er ab hier bis zum Bergwitzsee Teil der Europaroute (D3). Dort angekommen führt der Weg weiter nach Kemberg. Hier beginnt der Naturpark Dübener Heide. Außerdem wird hier der Pilgerweg Lutherweg gekreuzt. Vorbei geht es an Schloss Reinharz, Bad Schmiedeberg quer durch den Naturpark Dübener Heide, wo der Radweg mit 180 hm seinen höchsten Punkt erreicht, nach Bad Düben.

### Bad Düben – Leipzig
Am Ortsende von Bad Düben quert der Radweg die Mulde und damit auch den Mulderadweg. Der letzte Abschnitt führt über straßenbegleitende Rad- und Waldwege sowie ruhige Gemeindestraßen nach Leipzig.

## Anschlüsse und Alternativen
Der Radwanderweg quert auf seiner Tour sehr viele Radwege.
So kann in Berlin auf den Radweg Berlin-Usedom, Radweg Berlin–Kopenhagen, Spreeradweg sowie auf den Berliner Mauerweg umgestiegen werden. Auf der Strecke Berlin – Lutherstadt Wittenberg verläuft der Europaradweg R1 weitestgehend parallel über Potsdam sowie über Bad Belzig. Auf dem Marktplatz von Lutherstadt Wittenberg treffen sich beide Radwege wieder und verlaufen bis zum Bergwitzsee weiter. Die Tour Brandenburg trifft den Radweg im Bereich Brandenburg und verläuft mit ihr einen Teil identisch.
Mit der Flaeming-Skate kann die Tour auf ca. 200 km asphaltierten Wegen erweitert werden. Außerdem trifft der Weg in Lutherstadt Wittenberg auf den Elberadweg und in Bad Düben auf den Raiffeisen-Radwanderweg nach Delitzsch sowie den Mulderadweg. Zudem kann im Leipziger Raum auf die Kohle-Dampf-Licht-Radroute ausgewichen werden, die beginnend von Leipzig über Delitzsch, Bitterfeld-Wolfen, Gräfenhainichen wieder nach Lutherstadt Wittenberg führt.

## Ausbauzustand

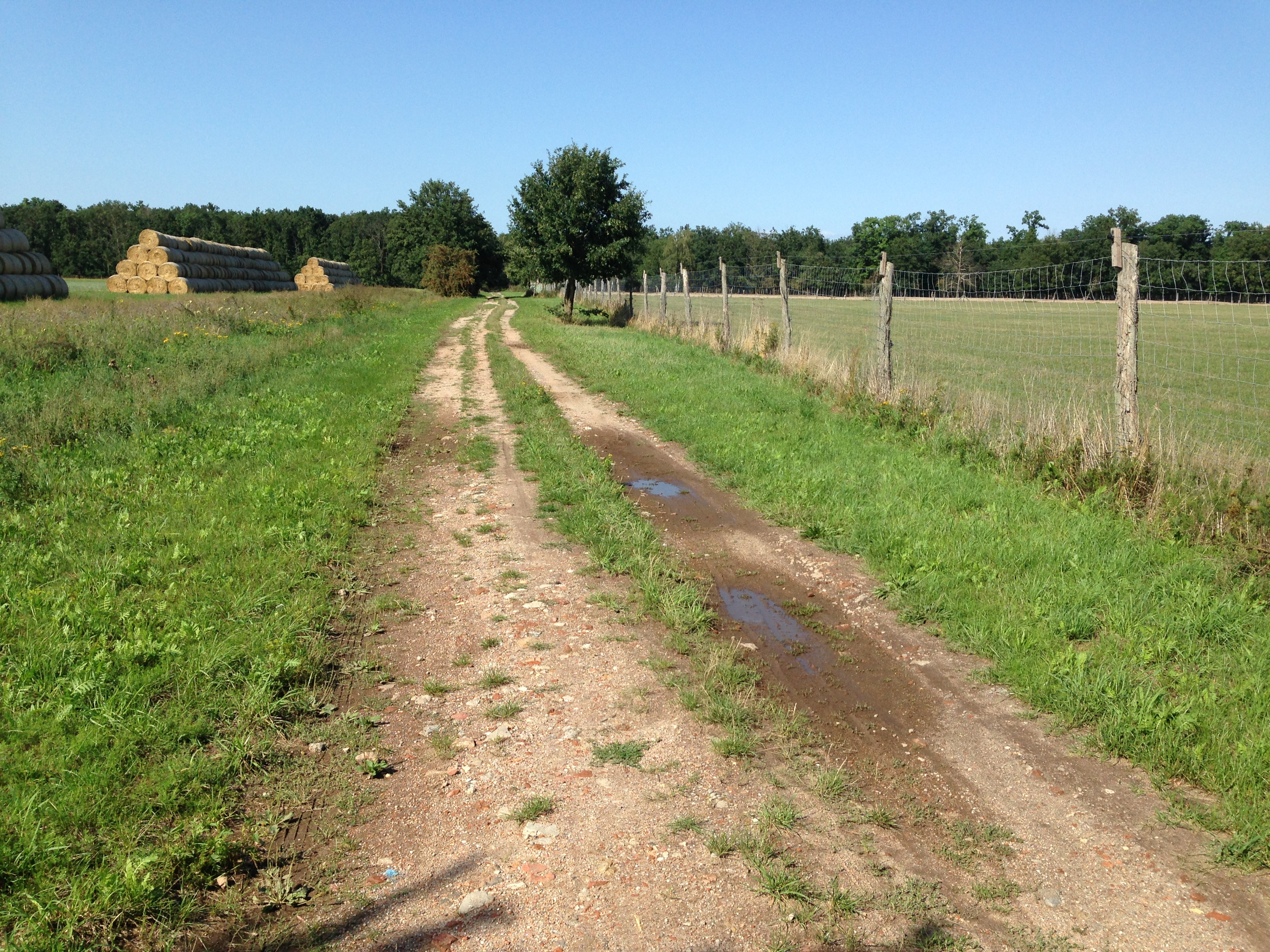
Schlechte Wegeoberflächen gibt es beim Radweg Berlin–Leipzig öfters, wie hier nördlich vom Ort Noitzsch (Sachsen).

Der Ausbauzustand ist äußerst unterschiedlich (Stand: 2022). Perfekte Oberflächenqualität wechselt sich mit sandigen Waldwegen ab, ruhige und autofreie Wegführung mit einer über vielbefahrene Straßen. Vor allem im südlichen Sachsen-Anhalt muss mit einigen Schotter- und Sandwegen oder matschigen Waldwegen gerechnet werden. Insbesondere der Abschnitt von Bad Schmiedeberg nach Bad Düben ist besonders schlecht, so dass zu Beginn ein Wegweiser dazu warnt und empfiehlt, eventuell auf die begleitende Straße auszuweichen (siehe dazu auch den Abschnitt Weblinks und alternative Streckenführung). In Brandenburg und Sachsen ist der Radweg dagegen meist asphaltiert. Mit Ausnahme des Abschnitts über den Fläming-Skate ist die Wegführung meist entlang viel befahrener Straßen (Stadtgrenze Berlin–Zossen) oder auf Nebenstraßen, die teilweise bis 100 km/h freigegeben sind – von Sperenberg über Kummersdorf-Gut nach Stülpe sogar auf einer vielbefahrenen Kreisstraße. Für eine durchgehende Befahrung mit Kindern ist der Radweg deshalb weniger geeignet. Die Radweg Berlin-Leipzig-Ausschilderung existiert im Stadtgebiet von Berlin nicht, im Stadtgebiet von Leipzig weitgehend nicht.

## Bahnanschlüsse
Der Radweg ist am Start und Zielpunkt jeweils durch die Hauptbahnhöfe Berlin und Leipzig an den Fernverkehr der deutschen Bahn angeschlossen, sodass die Anreise aus entfernten Regionen möglich ist. Zwischen Berlin und Zossen sowie Jüterbog, Lutherstadt Wittenberg und Bergwitz ist der Radweg von Regionalverkehrslinien begleitet, die jeweils parallel zum Radweg verlaufen.
Die Mitnahme des Fahrrades ist in Sachsen-Anhalt und im sächsischen Teil des Mitteldeutschen Verkehrsverbundes in Regionalzügen und S-Bahnen in der Regel kostenlos. In Brandenburg und Berlin sind die Kosten der Fahrradmitnahme unterschiedlich geregelt. Allerdings ist die Fahrradmitnahme in allen Nahverkehrszügen kapazitätbedingt problemlos möglich.
Im Bereich von Berlin kann der Radweg durch die S-Bahn Berlin abgekürzt werden.

## Campingplätze
Folgende Campingplätze liegen an dem Radwanderweg:
- Campingpark und Wohnmobilhafen „Am Großen Lausiger Teich“, Lausiger-Teich-Str. 1, Bad Schmiedeberg, Ortsteil Pretzsch (Elbe)
- MARINA-CAMP ELBE, Brückenkopf 1, Lutherstadt Wittenberg
- Camping- u. Wassersportpark Bergwitzsee, Strandweg, Kemberg, Ortsteil Bergwitz
- Campingplatz u. Ferienhaussiedlung Königsee, Sabine Richter, Kemberg, Ortsteil Rotta
- Flaeming-Camping-Oehna***, Am Freibad 2, Niedergörsdorf, Ortsteil Oehna